# Franklin Clarence Mars
Franklin Clarence Mars (ur. 24 września 1883 w Newport, zm. 8 kwietnia 1934) – amerykański przedsiębiorca, założyciel firmy Mars Incorporated produkującej głównie słodycze czekoladowe. 
Wiedza o wytwarzaniu słodyczy została mu przekazana przez matkę. W 1923 wymyślił batonik Milky Way, a w 1930 Snickers.
Zmarł na swojej farmie w Tennessee, gdzie został pochowany. Kilka lat po jego śmierci, na życzenie żony Ethel, jego zwłoki zostały przeniesione do mauzoleum w Chicago.